# 1254
- Wikisource

| Calendário gregoriano                                                        | 1254 MCCLIV                                          |
| Ab urbe condita                                                              | 2007                                                 |
| Calendário arménio                                                           | 703 – 704                                            |
| Calendário bahá'í                                                            | -590 – -589                                          |
| Calendário budista                                                           | 1798                                                 |
| Calendário chinês                                                            | 3950 – 3951 Início a 21 de janeiro (aproximadamente) |
| Calendário copta                                                             | 970 – 971                                            |
| Calendário etíope                                                            | 1246 – 1247                                          |
| Calendários hindus - Vikram Samvat - Calendário nacional indiano - Cáli Iuga | 1309 – 1310 1175 – 1176 4354 – 4355                  |
| Calendário Holoceno                                                          | 11254                                                |
| Calendário islâmico                                                          | 652 – 653                                            |
| Calendário judaico                                                           | 5014 – 5015                                          |
| Calendário persa                                                             | 632 – 633                                            |
| Calendário rúnico                                                            | 1504                                                 |
| Calendário solar tailandês                                                   | 1797                                                 |

1254 (MCCLIV, na numeração romana) foi um ano comum do século XIII do Calendário Juliano, da Era de Cristo, e a sua letra dominical foi D (53 semanas), teve início a uma quinta-feira e terminou também a uma quinta-feira.
No reino de Portugal estava em vigor a Era de César que já contava 1292 anos.
| Ano completo                        |
| ----------------------------------- |
| Ano comum com início à quinta-feira |

## Eventos
- Nas Cortes de Leiria, D. Afonso III procurava que os representantes do clero, da nobreza e os procuradores do concelho, o apoiassem na desvalorização da moeda, medida que acabou por não ser concretizada. A presença dos procuradores dos concelhos tornou-se a partir daqui habitual nas reuniões das Cortes, tal como já acontecia no reino de Leão.

## Nascimentos
- 13 de Maio - Maria de Brabante, rainha consorte de Filipe III de França (m. 1321).
- 15 de Setembro - Marco Polo, viajante veneziano (m. 1324).

## Mortes
- 7 de Dezembro - Papa Inocêncio IV.
- Junho - D. João Garcia de Sousa, foi Senhor de Alegrete, n. 1220.
- Diego Lopes III de Haro, 12.º Senhor de Biscaia.